# Brede bremnetwants
De brede bremnetwants (Dictyonota strichnocera) is een wants uit de familie van de Tingidae (netwantsen). De soort werd het eerst wetenschappelijk beschreven door Franz Xaver Fieber in 1844.

## Uiterlijk
Net als de andere netwantsen hebben de vleugels van deze wants een fijnmazig netwerkpatroon van aders. De wants is altijd langvleugelig en kan 3,5 tot 4,5 mm lang worden. De twee Dictyonota-soorten in Nederland hebben donkere vlekken op de aders van de vleugels en een halsschild met een randveld dat iets naar voren gebogen is. De antennes zijn enigszins behaard maar niet zo sterk als bij de bodemnetwants (Kalama tricornis). De twee Dictyonota-soorten in Nederland zijn van elkaar te onderscheiden door te kijken naar de vorm van het halsschild en de kleur van de antennes, bij de slanke bremnetwants (Dictyonota fuliginosa) zijn het tweede en derde antennesegment niet zwart maar geelbruin.    

## Leefwijze
De soort kent één generatie per jaar en overwintert als eitje maar soms ook als volwassen dier in bladeren op de grond. De imagines kunnen van juni tot oktober|waargenomen worden. Net als Dictyonota fuliginosa heeft de soort een voorkeur voor zandgronden en heidegebieden en leeft de soort op brem (Cytisus scoparius) maar hij wordt in het buitenland ook op stekelbrem (Genista anglica) en gaspeldoorn (Ulex europaeus) gevonden.

## Leefgebied
De wants komt voor in het midden en zuiden van Europa en het verspreidingsgebied strekt zich verder uit tot Turkije, Kazachstan en Iran. Vroeger was de soort redelijk algemeen in Nederland maar tegenwoordig is hij zeldzaam en zijn er alleen nog waarnemingen uit Midden-Limburg.